# Personality computing
L'elaborazione della personalità o personality computing è un campo di ricerca correlato all'intelligenza artificiale e alla psicologia della personalità che studia la personalità mediante tecniche computazionali le quali utilizzano diverse fonti per estrapolare dati, tra cui: testo, multimedia e social network.

## Panoramica
L'elaborazione della personalità affronta tre problemi principali che coinvolgono la personalità: riconoscimento automatico, percezione e sintesi. Il riconoscimento automatico della personalità è la deduzione del tipo di personalità degli individui selezionati attraverso l'analisi di dati da loro prodotti o da comportamenti osservati. La percezione automatica della personalità è l'inferenza della personalità attribuita da un osservatore a un individuo sulla base di un comportamento che sia osservabile. Infine la sintesi automatica della personalità è la generazione artificiale di stile o comportamento di una personalità in Avatar e agenti virtuali.
I test di personalità, autovalutati o compilati da degli osservatori esperti, sono sempre utilizzati come banco di prova per testare e validare le prestazioni degli algoritmi di intelligenza artificiale per la previsione automatica dei tipi di personalità. Esiste un'ampia varietà di test di personalità, come l'indicatore del tipo Myers Briggs (MBTI) o MMPI, ma i più utilizzati sono test basati sul modello a cinque fattori, come l'inventario della personalità NEO riveduto.

## Storia
La disciplina dell'elaborazione della personalità ha avuto origine intorno al 2005 con alcuni lavori di ricerca pionieristici per il riconoscimento della personalità. Queste ricerche mostrarono che i tratti della personalità potrebbero essere dedotti con ragionevole accuratezza da testi quali: blog, auto-presentazioni, e indirizzi e-mail.
Pochi anni dopo sono iniziate le ricerche sul riconoscimento e la percezione della personalità attraverso l'analisi di segnali multimodali e sociali, come video e chiamate vocali.
Nel 2010 la ricerca si è concentrata principalmente sul riconoscimento e la percezione della personalità dalle persone presenti sui social media, in particolare su Facebook, Twitter e Instagram . Negli stessi anni la sintesi automatica della personalità ha contribuito a migliorare il comportamento simulato negli agenti virtuali.
Ricerche scientifiche hanno dimostrato la validità del calcolo della personalità partendo da alcuni dati comportamentali, in particolare dalle preferenze degli utenti come i "Mi piace" delle pagine di Facebook e hanno dimostrato che gli algoritmi sono in grado di riconoscere le personalità meglio degli umani.

## Applicazioni
Le tecniche di elaborazione della personalità, in particolare il riconoscimento e la percezione, hanno applicazioni nel Social media marketing, dove possono aiutare a ridurre i costi delle campagne pubblicitarie attraverso l'identificazione psicologica.